# Capaclia
Capaclia è un comune della Moldavia situato nel distretto di Cantemir di 2.140 abitanti al censimento del 2004